# Tambourissa cocottensis
Espèce
Statut de conservation UICN

 CR D : 
En danger critique
Tambourissa cocottensis est une espèce de plantes à fleurs de la famille des Monimiaceae endémique de l'île Maurice. Son environnement naturel est constitué des forêts sèches tropicales ou subtropicales, notamment à la montagne Cocotte, comme son nom l'indique. C'est aujourd'hui une espèce gravement menacée, car il n'existe qu'une cinquantaine d'individus à l'état naturel.